# The Peninsula Shanghai
The Peninsula Shanghai es un hotel de lujo de The Peninsula Hotel Group. Fue clasificado como el hotel número 8 en el mundo por Travel + Leisure en 2015.
The Peninsula Shanghai abrió en 2009 y es el segundo hotel de Hong Kong and Shanghai Hotels en China continental. Su dirección es No.32 Zhongshan East First Road, Shanghái 200002, China.